# Municipio de Wayne (condado de Knox)
El municipio de Wayne (en inglés: Wayne Township) es un municipio ubicado en el condado de Knox en el estado estadounidense de Ohio. En el año 2010 tenía una población de 892 habitantes y una densidad poblacional de 13,96 personas por km².

## Geografía
El municipio de Wayne se encuentra ubicado en las coordenadas 40°26′59″N 82°36′37″O / 40.44972, -82.61028. Según la Oficina del Censo de los Estados Unidos, el municipio tiene una superficie total de 63.88 km², de la cual 63,79 km² corresponden a tierra firme y (0,15 %) 0,1 km² es agua.

## Demografía
Según el censo de 2010, había 892 personas residiendo en el municipio de Wayne. La densidad de población era de 13,96 hab./km². De los 892 habitantes, el municipio de Wayne estaba compuesto por el 96,52 % blancos, el 0,34 % eran afroamericanos, el 1,35 % eran amerindios, el 0,22 % eran asiáticos, el 1,01 % eran de otras razas y el 0,56 % eran de una mezcla de razas. Del total de la población el 1,35 % eran hispanos o latinos de cualquier raza.